# بقلولة (الرياض)
قرية بقلولة هي إحدى القرى التابعة لمركز الرياض في محافظة كفر الشيخ في جمهورية مصر العربية. حسب إحصاءات سنة 2006، بلغ إجمالي السكان في بقلولة 4210 نسمة، منهم 2045 رجل و2165 امرأة.

## التاريخ
قرية بقلولة من القرى القديمة، حيث وردت باسم «بقولة» في أعمال الغربية ضمن قرى الروك الصلاحي التي أحصاها ابن مماتي في كتاب قوانين الدواوين، كما وردت باسم «بقولة» في أعمال الغربية ضمن قرى الروك الناصري التي أحصاها ابن الجيعان في كتاب «التحفة السنية بأسماء البلاد المصرية». وفي العصر العثماني وردت باسم «بقولة» في التربيع العثماني الذي أجراه الوالي العثماني سليمان باشا الخادم في عصر السلطان العثماني سليمان القانوني ضمن قرى ولاية الغربية، وفي تاريخ 1228هـ/1813م الذي عدّ قرى مصر بعد المسح الذي قام به محمد علي باشا باسم «بقلولة أريمون» ضمن قرى مديرية الغربية. في سنة 1259هـ/1843م، اختصر الاسم إلى «بقلولة».